# Baculifera entochlora
Baculifera entochlora är en lavart som först beskrevs av J. Steiner, och fick sitt nu gällande namn av Marbach 2000. Baculifera entochlora ingår i släktet Baculifera och familjen Caliciaceae.   Inga underarter finns listade i Catalogue of Life.